# Bernd Grabensee
Bernd Grabensee (* 23. Juli 1939 in Düsseldorf; † 14. Mai 2017) war ein deutscher Mediziner, Nephrologe und Hochschullehrer.

## Leben
Bernd Grabensee studierte von 1959 bis 1964 Medizin an den Universitäten in Tübingen, Mainz, Wien, Innsbruck und Düsseldorf. 1965 wurde er zum Doktor der Medizin promoviert und war an verschiedenen Krankenhäusern tätig. Nach Ableistung seines Wehrdienstes als Stabsarzt war er Wissenschaftlicher Assistent bei Franz Grosse-Brockhoff im Universitätsklinikum Düsseldorf.
1974 habilitierte er sich mit einer Schrift über experimentelle und klinische Ergebnisse extrakorporaler Giftelimination. Grabensee war anschließend Wissenschaft Rat, Oberarzt der Inneren Medizin und später Direktor der Medizinischen Klinik A. 1975 wurde er zum außerplanmäßigen Professor ernannt. 1976 erhielt er einen Ruf als ordentlicher Universitätsprofessor an die Universität Düsseldorf, wirkte dort ab 1977 als Professor für Innere Medizin und wurde 1986 Direktor der Klinik für Nephrologie der Heinrich-Heine-Universität Düsseldorf. Zudem hatte er ab 1983 die Leitung der Notaufnahme des Zentrums für Innere Medizin und Neurologie inne. 1996 wurde er Direktor der erweiterten Klinik für Nephrologie und Rheumatologie. Von 1998 bis 2005 war er Geschäftsführender Direktor des Zentrums für Innere Medizin und Neurologie. Er war Leiter des Transplantationszentrums Düsseldorf. 2007 wurde er emeritiert. Danach war er als Internist, Nephrologe, Hypertensiologe und Intensiv- und Notfallmediziner in Düsseldorf tätig.
Grabensee war von 1992 bis 2002 Vorsitzender der Deutschen Gesellschaft für Internistische Intensivmedizin. Zudem war er Vorsitzender der Rheinisch-Westfälischen Gesellschaft für Innere Medizin und der Deutschen Gesellschaft für Nephrologie. Letztere verlieh ihm 2015 die Franz-Volhard-Medaille.
Schwerpunkte seiner Tätigkeit waren der Bereich der Nephrologie, Nierentransplantation und sämtliche extrakorporaler Verfahren, immunologische Systemerkrankungen und die Akut- und Notfallmedizin. Er hat über 400 wissenschaftliche Arbeiten veröffentlicht. Zusammen mit Danilo Filser und Hermann Haller war er Schriftleiter der Fachzeitschrift Der Nephrologe.
Bernd Grabensee war seit 1959 Mitglied der katholischen Studentenverbindung AV Guestfalia Tübingen im CV.